# Dystrykt Khanewal
Khanewal (urdu: ضِلع خانیوال, Chanewal (trb.)) – dystrykt w Pakistanie, położony w prowincji Pendżab. Siedzibą administracyjną dystryktu jest Khanewal.

## Demografia
Większość mieszkańców posługuje się językiem pendżabskim.
| Rok  | Liczba ludności |
| ---- | --------------- |
| 1972 | 1.067.993       |
| 1981 | 1.369.766       |
| 1998 | 2.068.490       |
| 2017 | 2.921.986       |